# Meisenthal
Meisenthal – miejscowość i gmina we Francji, w regionie Grand Est, w departamencie Mozela.
Według danych na rok 1990 gminę zamieszkiwały 793 osoby, a gęstość zaludnienia wynosiła 125 osób/km² (wśród 2335 gmin Lotaryngii Meisenthal plasuje się na 445. miejscu pod względem liczby ludności, natomiast pod względem powierzchni na miejscu 891.).